# Kartoffelknödel
Il Kartoffelknödel, o Kartoffelkloß, è un tipo di Knödel (ovvero grosso gnocco) tedesco a base di patate. 
Si può preparare sia con patate crude che con patate cotte, o anche con un misto delle due.